# 上北町
上北町（かみきたまち）は、青森県上北郡の中央部に位置した平坦な地勢の町である。東部を小川原湖に接する。
平成の大合併において、東北町、七戸町、天間林村との合併を目指し中部上北合併協議会を設立したが、財政見通しの対立から離脱。その結果、合併協議会は解散した。解散後、（旧）東北町と上北町・東北町合併協議会を設立。2005年3月31日に東北町として新設合併された。

## 地理
上北郡の中央部に位置し、東部を小川原湖に面する。町全体が平地にて形成される。

### 隣接していた自治体
- 三沢市
- 十和田市
- 上北郡：七戸町、六戸町、天間林村

## 歴史
縄文時代より集落が多数存在していた事を示す遺跡が多数見つかっている。
- 1889年（明治22年）：大浦村、上野村、新舘村の3村合併により浦野舘村（うらのだてむら）となる。
- 1958年（昭和33年）9月1日：上北村と改称後、町制施行して上北町となる。

## 町村長
浦野舘村長
- 米内山義一郎
- 武内五郎

## 産業

### 農業
- 水稲
- ダイコン
- ニンジン

### 漁業
- ワカサギ
- シラウオ
- シジミ

## 地域
- 上北警察署※現在は七戸警察署に移管。
- 上北警察署管内
  - 上北交番
  - 徳万才駐在所
- 中部上北広域事務組合本部
- 中部上北広域事務組合上北消防署
- 上北郵便局
- 小川原郵便局
- 徳万才郵便局

### 教育

#### 中学校
- 上北町立上北中学校

#### 小学校
- 上北町立上北小学校
- 上北町立小川原小学校
- 上北町立第一小学校

※以下は廃校。
- 上北町立沼崎小学校
- 上北町立大浦小学校（1970年・第一小学校を統合新設）
- 上北町立新舘小学校（同上）
- 上北町立虫神小学校（1971年・小川原小学校へ統合）
- 上北町立上北小学校〈旧〉（1972年・上北小学校〈新〉を統合新設）
- 上北町立上野小学校（同上）
- 上北町立新山小学校（同上）

### 金融機関
- 青森銀行上北町支店
- 青森県信用組合上北町支店

## 交通

### バス
- 十和田観光電鉄
- 上北町民バス

### 鉄道
- 東北本線 - 上北町駅 - 小川原駅

## 名所・旧跡・観光スポット・祭事・催事
- 銀杏：樹齢800年のものと樹齢650年の2本が存在。ともに町文化財に指定。
- 古屋敷貝塚
- 小川原湖公園
- 小川原湖水祭り
- 上北町秋祭り

## 特産品
- ワカサギ
- シラウオ
- シジミ

## 出身著名人
- 大塚甲山（詩人）（1880年-1911年）：社会主義詩人・田園詩人として高い評価を受けるが早逝。
- 柴田政人（調教師）：元ダービー騎手、歴代3位の1767勝をあげる。
- 柴田善臣（騎手）
- 佐々木竹見（騎手）：国内最多の通算7151勝（世界歴代6位）をあげる。2001年に引退。
- 若獅子茂憲（大相撲力士）：二子山部屋所属の元小結。